# Fotomodeller jages
Fotomodeller jages (originaltitel: Peeping Tom) er en britisk psykologisk gyser-thriller fra 1960 instrueret af Michael Powell med Karlheinz Böhm, Anna Massey og Moira Shearer i hovedrollerne. Filmens manuskript er skrevet af Leo Marks.
Filmen handler om en seriemorder, der myrder kvinder, mens han bruger et bærbart filmkamera til at optage deres døende udtryk for rædsel. Han samler sine optagelser til en privat film, der bruges til hans egen selvtilfredsstillelse.
Filmen var kontroversiel på grund af sit emne og modtog ved udgivelsen hård kritik fra filmanmelderne. Filmen har dog siden udviklet sig til en kultfilm og anses nu generelt i dag som et mesterværk.

## Medvirkende i udvalg
- Karlheinz Böhm - Mark Lewis
- Anna Massey - Helen Stephens
- Moira Shearer - Vivian
- Maxine Audley - Mrs. Stephens
- Brenda Bruce - Dora
- Michael Powell - A.N. Lewis